# Yasuo Takamori
Yasuo Takamori (高森 泰男, Takamori Yasuo, né le 3 mars 1934) est un footballeur japonais.